# Juan Núñez (Leichtathlet)
Juan Núñez (Juan Núñez Lima; * 19. November 1959) ist ein ehemaliger Sprinter aus der Dominikanischen Republik.
1981 siegte er bei den Zentralamerika- und Karibikmeisterschaften über 200 Meter und gewann Bronze über 100 Meter. Bei den Zentralamerika- und Karibikspielen 1982 holte er Bronze über 100 und 200 Meter.
1983 folgte einem Doppelsieg über 100 und 200 Meter bei den Zentralamerika- und Karibikmeisterschaften ein fünfter Platz über 100 Meter bei den Weltmeisterschaften in Helsinki. Bei den Panamerikanischen Spielen in Caracas lief er über 100 Meter auf dem zweiten und über 200 Meter auf dem fünften Platz ein, wurde aber disqualifiziert, nachdem man ihn des Dopings mit dem Stimulanz Fencamfamin überführte.
1986 gewann er bei den Zentralamerika- und Karibikspielen jeweils Silber über 100 und 200 Meter. Im Jahr darauf siegte er bei den Zentralamerika- und Karibikmeisterschaften über 100 Meter und holte Silber über 200 Meter. Bei den Panamerikanischen Spielen in Indianapolis folgte eine Bronzemedaille über 100 Meter.
Bei den Olympischen Spielen 1988 in Seoul erreichte er über 100 Meter das Halbfinale.

## Persönliche Bestzeiten
- 100 m: 10,16 s, 22. Juli 1983, Havanna
- 200 m: 20,65 s, 23. Juli 1983, Havanna